# Pierre Nkurunziza

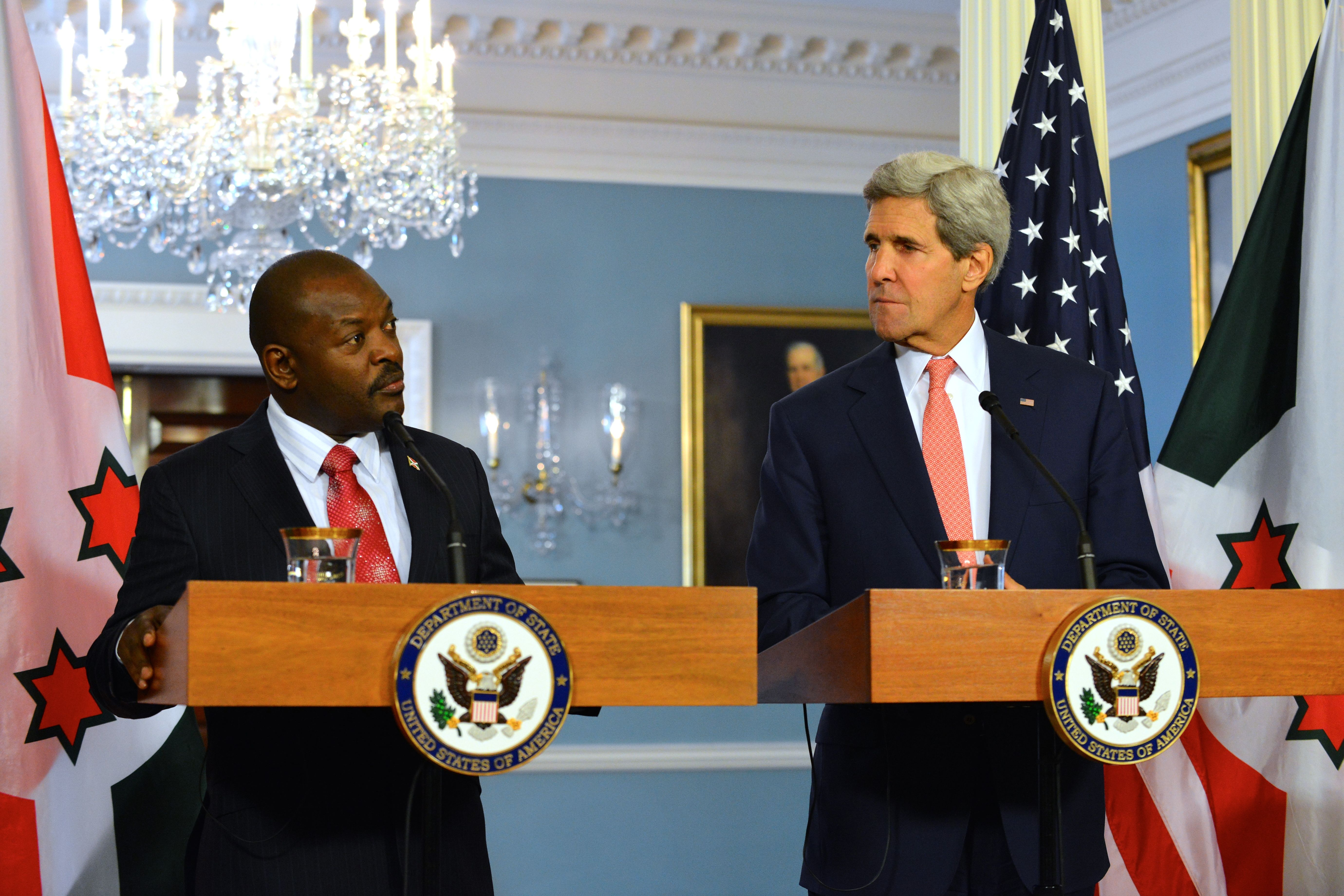
Pierre Nkurunziza i John Kerry w Waszyngtonie, 4 sierpnia 2014

Pierre Nkurunziza (ur. 18 grudnia 1963 w Bużumburze, zm. 8 czerwca 2020 w Karuzi) – burundyjski polityk, prezydent Burundi od 26 sierpnia 2005 do 8 czerwca 2020.

## Prezydentura
19 sierpnia 2005 160-osobowe kolegium wyborcze wybrało go na stanowisko prezydenta kraju, oficjalnie urząd objął 26 sierpnia 2005. Nkurunziza był również przywódcą rządzącej partii – Narodowej Rady na rzecz Obrony Demokracji – Sił na rzecz Obrony Demokracji (CNDD–FDD). Wybór prezydenta był ostatnim etapem okresu przejściowego po uchwaleniu nowej konstytucji państwa. Za rządów Nkurunzizy w Burundi doszło do względnej stabilizacji sytuacji wewnętrznej po trwającej 12 lat wojnie domowej.
W wyborach prezydenckich, które odbyły się 28 czerwca 2010 uzyskał reelekcję, będąc jedynym kandydatem po bojkocie głosowania przez sześciu pozostałych kandydatów, którzy uznali wybory za sfałszowane. Zdobył 91,62% głosów i 26 sierpnia 2010 rozpoczął drugą, 5-letnią kadencję na stanowisku. 

### Zamieszki antyrządowe i próba zamachu stanu
26 kwietnia 2015 w Burundi wybuchły antyrządowe manifestacje po tym, jak partia CNDD–FDD ogłosiła, że prezydent Nkurunziza będzie ubiegał się z jej ramienia o trzecią, 5-letnią kadencję głowy państwa w wyborach zaplanowanych na 26 czerwca 2015. Mimo iż ta kandydatura była sprzeczna z konstytucją, prezydent został dopuszczony do startu w wyborach. W starciach protestujących z policją zginęło ponad 20 osób, wiele zostało rannych.
13 maja 2015, gdy Pierre Nkurunziza przebywał w Tanzanii na konferencji na temat naprawy sytuacji w jego kraju, były szef wywiadu generał Godefroid Niyombare ogłosił odsunięcie prezydenta od władzy i sformowanie rządu tymczasowego. Informacja o zamachu stanu została podana do wiadomości publicznej, jednak obóz rządzący stanowczo zaprzeczył doniesieniom jakoby w kraju doszło do przewrotu i zapewnił, że rząd posiada pełnię kontroli nad krajem. 15 maja 2015 pucz ostatecznie upadł, prezydent Nkurunziza wrócił do kraju, a przywódcy przewrotu zostali aresztowani.
Nkurunziza zmarł na atak serca 8 czerwca 2020, na około dwa miesiące przed planowanym ustąpieniem z urzędu i przekazaniem władzy zwycięzcy majowych wyborów prezydenckich – Evariste'owi Ndayishimiye. Następnego dnia obowiązki prezydenta tymczasowo przejął przewodniczący Zgromadzenia Narodowego Pascal Nyabenda. W związku z jego śmiercią w kraju zarządzono siedmiodniową żałobę narodową. Trzydniową żałobę ogłosiła Tanzania, a jednodniową Kuba.